# Costa Rica-i labdarúgó-válogatott
A Costa Rica-i labdarúgó-válogatott – vagy becenevükön: La Sele – Costa Rica nemzeti csapata, amelyet a Costa Rica-i labdarúgó-szövetség (spanyolul: Federación Costarricense de Fútbol) irányít. Az ország nemzeti tizenegye Mexikó és USA után a harmadik legsikeresebb CONCACAF-tagállam, valamint a legeredményesebb közép-amerikai válogatott, amely az 1990-es labdarúgó-világbajnokságon, első részvétele alkalmával a nyolcaddöntőig menetelt. Costa Rica 7 alkalommal nyerte meg a CONCACAF-aranykupa elődjének számító CCCF-bajnokságot, majd 3 alkalommal a CONCACAF-aranykupát, és egyben a legeredményesebb válogatottja közép-amerikai csapatnak rendezett UNCAF-nemzetek kupájának 6 bajnoki címmel.

## Története
A Costa Rica-i labdarúgó-válogatott első mérkőzését 1921. szeptember 21-én játszotta Guatemala fővárosában Salvador ellen és 7–0-ás győzelmet szerzett.
Az 1950-es és az 1960 években a második legerősebb válogatottnak számítottak a közép-amerikai térségben Mexikó mögött. Az 1958-as, 1962-es és az 1966-os világbajnokság selejtezőiben rendre a második helyen végeztek. Az 1960-as évek végétől kisebb hanyatlás következett és ebben az időszakban Guatemala, Honduras, Haiti, Kanada, Salvador és Trinidad és Tobago is jobban szerepelt.
Az 1970-es és az 1980-as években egyetlen világbajnokságra sem jutottak ki és az 1986-os mexikói vb-selejtezőkig az utolsó fordulót sem érték el. 
1990-ben kijutottak történetük első világbajnokságára, miután megnyerték az 1989-es CONCACAF-bajnokságot. Az Olaszországban rendezett tornán a C csoportban 1–0-ra legyőzték Skóciát Juan Cayasso góljával. Brazíliától ugyanilyen arányban kikaptak, végül Svédországot verték 2–1 és továbbjutottak a nyolcaddöntőbe, ahol Csehszlovákia ellen szenvedtek 4–1-es vereséget. A csehek részéről Tomáš Skuhravý mesterhármast szerzett a találkozón.
Az 1994-es és az 1998-as világbajnokságról lemaradtak. 1997-ben történetük során első alkalommal meghívást kaptak a Copa Américára, melynek Bolívia adott otthont. Brazília, Kolumbia és Mexikó mögött egy pontot szerezve a csoport utolsó helyén végeztek.

### 2002-es labdarúgó-világbajnokság
A 2002-es világbajnokság selejtezőit egy Barbados elleni 2–1-es vereséggel kezdték. Ezt követően hazai pályán 2–1-re legyőzték az Egyesült Államokat Rolando Fonseca és Hernán Medford góljaival. Guatemalát ugyancsak 2–1 arányban múlták felül Paulo Wanchope találataival. A későbbiekben Barbadost 3–0-ra verték és idegenben döntetlent játszottak az Egyesült Államokkal. Guatemalában 2–1-es vereséget szenvedtek és ugyanolyan eredménnyel zárták a csoportot, ami azt eredményezte, hogy egy mindent eldöntő harmadik mérkőzést játszanak a felek, amit Miamiban rendeztek. A találkozót Costa Rica nyerte 5–2 arányban és bejutott a hatos döntőbe. Honduras ellen 2–2-es döntetlennel kezdtek, majd legyőzték Trinidad és Tobagót 3–0-ra. Az Egyesült Államoktól el 1–0 arányban kikaptak, ez volt az egyetlen vereségük a csoportban. Mexikót a legendás Azték-stadionban győzték le 2–1-re, ami történelmi jelentőséggel bírt, mivel Mexikó hazai pályán ezt megelőzően még nem szenvedett vereséget. Később legyőzték Jamaicát, Hondurast, Trinidad és Tobagót, majd 2–0-ra verték az Egyesült Államokat Rolando Fonseca góljaival és bebiztosították a helyüket a világbajnokságra. A tornán a C csoportba kerültek, ahol Kína ellen kezdtek egy 2–0-ás győzelemmel. Törökországgal 1–1-es döntetlent játszottak, a Costa Rica-i egyenlítő gólt Winston Parks szerezte a 86. percben. Brazília ellen 3–0-ás brazil vezetést követően ugyan feljöttek 3–2-re, végül azonban 5–2-es vereséget szenvedtek. Mivel Törökország 3–0-ra verte Kínát az utolsó mérkőzésén a rosszabb gólkülönbség miatt Costa Rica végzett a csoport harmadik helyén és nem jutott tovább az egyenes kieséses szakszba.

### 2006-os labdarúgó-világbajnokság
A 2006-os világbajnokság CONCACAF-selejtezőinek második fordulójában kapcsolódtak be és Kuba ellen 2–2-es, illetve 1–1-es döntetlent elérve mindössze idegenben rúgott góllal sikerült továbbjutniuk. A harmadik fordulóban Honduras ellen egy 5–2-es hazai vereséggel kezdtek, majd azt követően Guatemalában is kikaptak 2–1-re. Ezután következett három győzelem Kanadát 1–0-ra és 3–1-re, míg Guatemalát 5–0-ra verték. Honduras ellen egy 0–0-ás döntetlent is belefért az utolsó mérkőzésen. A hatos döntőben az Egyesült Államok és Mexikó mögött harmadik helyen végeztek és kijutottak a németországi vb-re. A torna nyitómérkőzését játszották Münchenben a házigazda Németországgal. Philipp Lahm gólját Paulo Wanchope még kiegyenlítette, de végül a találkozó 4–2-es német győzelemmel zárult. A második csoportmérkőzésen 3–0-ás vereséget szenvedtek Ecuador ellen és két kör után eldőlt, hogy nem juthatnak tovább a csoportból. Lengyelországtól 2–1-re kaptak ki a harmadik mérkőzésen, a Costa Ricaiak gólját Rónald Gómez szerezte.

### 2010-es évek
A 2010-es világbajnokságra nem sikerült kijutniuk, miután az interkontinentális pótselejtezőn összesítésben 2–1 arányban alulmaradtak Uruguayjal szemben. A selejtezők második fordulójában kapcsolódtak be és Grenadát 5–2-es összesítéssel ejtették ki. A harmadik fordulóban mind a hat mérkőzésüket megnyerték: Salvador (1–0, 3–1), Haiti (3–1, 2–0) és Suriname ellen (7–0, 4–1). A hatos döntő utolsó fordulója előtt két ponttal vezettek Honduras előtt és kijutó helyen álltak. Honduras 1–0-ra győzött Salvadorban, emiatt Costa Rica is nyerési kényszerben volt, de végül csak 2–2-es döntetlent értek el az Egyesült Államokkal szemben és a pótselejtezős helyen végeztek, ahol Uruguay jobbnak bizonyult.

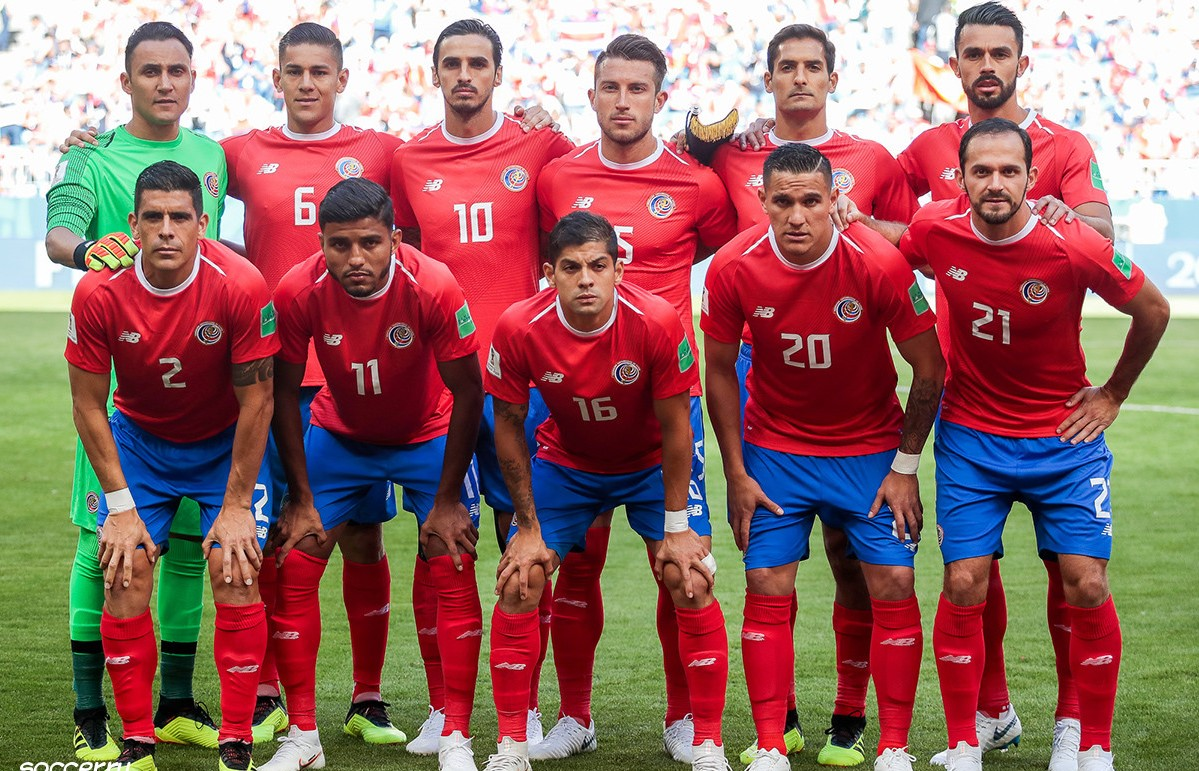
Costa Rica válogatottja a 2018-as világbajnokságon

A 2014-es világbajnokság selejtezőiben az Egyesült Államok mögött végeztek és bebiztosították a helyüket a tornára, ahol a D csoportba kerültek a sorsolást követően. Uruguay ellen 3–1-re nyertek az első mérkőzésen Joel Campbell, Óscar Duarte és Marco Ureña góljaival, majd következett az Olaszország elleni bravúros 1–0-ás győzelem Bryan Ruiz találatával. A harmadik csoportmérkőzésen Angliával 0–0-ás döntetlent játszottak és nem kis meglepetésre csoportgyőztesként jutottak tovább. A nyolcaddöntőben Görögországgal találkoztak és Bryan Ruiz révén megszerezték a vezetést. Szokrátisz Papasztathópulosznak a 91. percben sikerült egyenlítenie, így következett a hosszabbítás. Végül büntetőpárbajban dőlt el a továbbjutás sorsa, melyben Costa Rica 5–3 arányban jobbnak bizonyult. A negyeddöntőben Hollandia ellen gól nélküli döntetlent értek el és tizenegyesekkel (3–4) estek ki. Ennek ellenére az elért eredmény Costa Rica történetének eddigi legsikeresebb világbajnoki szereplése.
A 2018-as világbajnokság selejtezőiben Mexikó mögött a második helyet szerezték meg és kijutottak az Oroszországban rendezett világbajnokságra, ahol az E csoportba kerültek Brazília, Svájc és Szerbia társaságában. Első mérkőzésükön 1–0-ás vereséget szenvedtek Szerbia ellen. ezt követte a Brazília elleni 2–0-ás vereség és végül Svájc ellen játszottak egy 2–2-es döntetlent. A négy évvel korábbi bravúrt nem sikerült megismételniük. A 2019-es CONCACAF-aranykupa csoportkörében Nicaraguát 4–0-ra, Bermudát 2–1-re győzték le, Haiti ellen pedig kikaptak 2–1-re. A negyeddöntőben Mexikóval találkoztak és 1–1-es döntetlent követően büntetőkkel (4–5) estek ki.

### 2020-as évek
A 2021-es CONCACAF-aranykupán Guadeloupe-ot 3–1-re, Suriname-ot 2–1-re, Jamaicát 1–0-ra győzték le a csoportban. A negyeddöntőben Kanada ellen 2–0-ás vereséget szenvedtek és kiestek. A 2022-es világbajnokság E csoportjában 7–0-ás vereséggel kezdtek Spanyolország ellen. Ez az eredmény Costa Rica történetének egyik legnagyobb arányú veresége, korábban 1975. augusztus 17-én kaptak ki ugyancsak 7–0 arányban Mexikótól. A második mérkőzést 1–0–ra megnyerték Japán ellen. Végül Németország ellen 4–2-es vereséggel zárták a tornát.

## Nemzetközi eredmények
CONCACAF-bajnokság/aranykupa
- Aranyérmes: 3 alkalommal (1963, 1969, 1989)
- Ezüstérmes: 1 alkalommal (2002)
- Bronzérmes: 5 alkalommal (1965, 1971, 1985, 1993, 2009)

CCCF-bajnokság
- Aranyérmes: 7 alkalommal (1941, 1946, 1948, 1953, 1955, 1960, 1961)
- Ezüstérmes: 1 alkalommal (1951)
- Bronzérmes: 1 alkalommal (1943)

Copa Centroamericana
- Aranyérmes: 6 alkalommal (1991, 1997, 1999, 2003, 2005, 2007)
- Ezüstérmes: 2 alkalommal (1993, 2001)

Közép-amerikai és karibi játékok
- Ezüstérmes: 3 alkalommal (1930, 1935, 1938)

Pánamerikai játékok
- Ezüstérmes: 1 alkalommal (1951)

Pánamerikai bajnokság
- Bronzérmes: 1 alkalommal (1956)

| Év       | Eredmény      | Hely          | J             | Gy            | D             | V             | Rg            | Kg            |
| -------- | ------------- | ------------- | ------------- | ------------- | ------------- | ------------- | ------------- | ------------- |
| 1930     | Nem indult    | Nem indult    | Nem indult    | Nem indult    | Nem indult    | Nem indult    | Nem indult    | Nem indult    |
| 1934     | Nem indult    | Nem indult    | Nem indult    | Nem indult    | Nem indult    | Nem indult    | Nem indult    | Nem indult    |
| 1938     | Nem indult    | Nem indult    | Nem indult    | Nem indult    | Nem indult    | Nem indult    | Nem indult    | Nem indult    |
| 1950     | Nem indult    | Nem indult    | Nem indult    | Nem indult    | Nem indult    | Nem indult    | Nem indult    | Nem indult    |
| 1954     | Nem indult    | Nem indult    | Nem indult    | Nem indult    | Nem indult    | Nem indult    | Nem indult    | Nem indult    |
| 1958     | Nem jutott be | Nem jutott be | Nem jutott be | Nem jutott be | Nem jutott be | Nem jutott be | Nem jutott be | Nem jutott be |
| 1962     | Nem jutott be | Nem jutott be | Nem jutott be | Nem jutott be | Nem jutott be | Nem jutott be | Nem jutott be | Nem jutott be |
| 1966     | Nem jutott be | Nem jutott be | Nem jutott be | Nem jutott be | Nem jutott be | Nem jutott be | Nem jutott be | Nem jutott be |
| 1970     | Nem jutott be | Nem jutott be | Nem jutott be | Nem jutott be | Nem jutott be | Nem jutott be | Nem jutott be | Nem jutott be |
| 1974     | Nem jutott be | Nem jutott be | Nem jutott be | Nem jutott be | Nem jutott be | Nem jutott be | Nem jutott be | Nem jutott be |
| 1978     | Nem jutott be | Nem jutott be | Nem jutott be | Nem jutott be | Nem jutott be | Nem jutott be | Nem jutott be | Nem jutott be |
| 1982     | Nem jutott be | Nem jutott be | Nem jutott be | Nem jutott be | Nem jutott be | Nem jutott be | Nem jutott be | Nem jutott be |
| 1986     | Nem jutott be | Nem jutott be | Nem jutott be | Nem jutott be | Nem jutott be | Nem jutott be | Nem jutott be | Nem jutott be |
| 1990     | Nyolcaddöntő  | 13.           | 4             | 2             | 0             | 2             | 4             | 6             |
| 1994     | Nem jutott be | Nem jutott be | Nem jutott be | Nem jutott be | Nem jutott be | Nem jutott be | Nem jutott be | Nem jutott be |
| 1998     | Nem jutott be | Nem jutott be | Nem jutott be | Nem jutott be | Nem jutott be | Nem jutott be | Nem jutott be | Nem jutott be |
| 2002     | Csoportkör    | 19.           | 3             | 1             | 1             | 1             | 5             | 6             |
| 2006     | Csoportkör    | 31.           | 3             | 0             | 0             | 3             | 3             | 9             |
| 2010     | Nem jutott be | Nem jutott be | Nem jutott be | Nem jutott be | Nem jutott be | Nem jutott be | Nem jutott be | Nem jutott be |
| 2014     | Negyeddöntő   | 8.            | 5             | 2             | 3             | 0             | 5             | 2             |
| 2018     | Csoportkör    | 29.           | 3             | 0             | 1             | 2             | 2             | 5             |
| 2022     | Csoportkör    | 27.           | 3             | 1             | 0             | 2             | 3             | 11            |
| Összesen | 6/22          | Negyeddöntő   | 18            | 5             | 5             | 8             | 19            | 28            |

| Év       | Eredmény           | Helyezés      | M             | Gy            | D             | V             | RG            | KG            |               |
| -------- | ------------------ | ------------- | ------------- | ------------- | ------------- | ------------- | ------------- | ------------- | ------------- |
| 1963     | Aranyérmes         | 1.            | 6             | 5             | 1             | 0             | 14            | 2             |               |
| 1965     | Bronzérmes         | 3.            | 5             | 2             | 2             | 1             | 11            | 4             |               |
| 1967     | Nem indult         | Nem indult    | Nem indult    | Nem indult    | Nem indult    | Nem indult    | Nem indult    | Nem indult    | Nem indult    |
| 1969     | Aranyérmes         | 1.            | 5             | 4             | 1             | 0             | 13            | 2             |               |
| 1971     | Bronzérmes         | 3.            | 5             | 2             | 1             | 2             | 6             | 5             |               |
| 1973     | Nem jutott be      | Nem jutott be | Nem jutott be | Nem jutott be | Nem jutott be | Nem jutott be | Nem jutott be | Nem jutott be | Nem jutott be |
| 1977     | Nem jutott be      | Nem jutott be | Nem jutott be | Nem jutott be | Nem jutott be | Nem jutott be | Nem jutott be | Nem jutott be | Nem jutott be |
| 1981     | Nem jutott be      | Nem jutott be | Nem jutott be | Nem jutott be | Nem jutott be | Nem jutott be | Nem jutott be | Nem jutott be | Nem jutott be |
| 1985     | Bronzérmes         | 3.            | 8             | 2             | 5             | 1             | 10            | 8             |               |
| 1989     | Aranyérmes         | 1.            | 8             | 5             | 1             | 2             | 10            | 6             |               |
| 1991     | Negyedik helyezett | 4.            | 5             | 1             | 0             | 4             | 5             | 9             |               |
| 1993     | Bronzérmes         | 3.            | 5             | 1             | 3             | 1             | 6             | 5             |               |
| 1996     | Nem jutott be      | Nem jutott be | Nem jutott be | Nem jutott be | Nem jutott be | Nem jutott be | Nem jutott be | Nem jutott be | Nem jutott be |
| 1998     | Csoportkör         | 5.            | 2             | 1             | 0             | 1             | 8             | 4             |               |
| 2000     | Negyeddöntő        | 6.            | 3             | 0             | 2             | 1             | 5             | 6             |               |
| 2002     | Ezüstérmes         | 2.            | 5             | 3             | 1             | 1             | 8             | 5             |               |
| 2003     | Negyedik helyezett | 4.            | 5             | 2             | 0             | 3             | 10            | 8             |               |
| 2005     | Negyeddöntő        | 6.            | 4             | 2             | 1             | 1             | 6             | 4             |               |
| 2007     | Negyeddöntő        | 7.            | 4             | 1             | 1             | 2             | 3             | 4             |               |
| 2009     | Elődöntő           | 4.            | 5             | 2             | 2             | 1             | 10            | 6             |               |
| 2011     | Negyeddöntő        | 5.            | 4             | 1             | 2             | 1             | 8             | 6             |               |
| 2013     | Negyeddöntő        | 5.            | 4             | 2             | 0             | 2             | 4             | 2             |               |
| 2015     | Negyeddöntő        | 7.            | 4             | 0             | 3             | 1             | 3             | 4             |               |
| 2017     | Elődöntő           | 4.            | 5             | 3             | 1             | 1             | 6             | 3             |               |
| 2019     | Negyeddöntő        | 5.            | 4             | 2             | 1             | 1             | 8             | 4             |               |
| 2021     | Negyeddöntő        | 5.            | 4             | 3             | 0             | 1             | 6             | 4             |               |
| Összesen | 3 aranyérem        | 21/26         | 100           | 44            | 28            | 28            | 160           | 101           |               |

| Év       | Eredmény             | Helyezés             | M                    | Gy                   | D                    | V                    | RG                   | KG                   |                      |
| -------- | -------------------- | -------------------- | -------------------- | -------------------- | -------------------- | -------------------- | -------------------- | -------------------- | -------------------- |
| 1993*    | Nem kapott meghívást | Nem kapott meghívást | Nem kapott meghívást | Nem kapott meghívást | Nem kapott meghívást | Nem kapott meghívást | Nem kapott meghívást | Nem kapott meghívást | Nem kapott meghívást |
| 1995     | Nem kapott meghívást | Nem kapott meghívást | Nem kapott meghívást | Nem kapott meghívást | Nem kapott meghívást | Nem kapott meghívást | Nem kapott meghívást | Nem kapott meghívást | Nem kapott meghívást |
| 1997     | Csoportkör           | 10.                  | 3                    | 0                    | 1                    | 2                    | 2                    | 10                   |                      |
| 1999     | Nem kapott meghívást | Nem kapott meghívást | Nem kapott meghívást | Nem kapott meghívást | Nem kapott meghívást | Nem kapott meghívást | Nem kapott meghívást | Nem kapott meghívást | Nem kapott meghívást |
| 2001     | Negyeddöntő          | 5.                   | 4                    | 2                    | 1                    | 1                    | 7                    | 3                    |                      |
| 2004     | Negyeddöntő          | 7.                   | 4                    | 1                    | 0                    | 3                    | 3                    | 8                    |                      |
| 2007     | Nem kapott meghívást | Nem kapott meghívást | Nem kapott meghívást | Nem kapott meghívást | Nem kapott meghívást | Nem kapott meghívást | Nem kapott meghívást | Nem kapott meghívást | Nem kapott meghívást |
| 2011     | Csoportkör           | 9.                   | 3                    | 1                    | 0                    | 2                    | 2                    | 4                    |                      |
| 2015     | Nem kapott meghívást | Nem kapott meghívást | Nem kapott meghívást | Nem kapott meghívást | Nem kapott meghívást | Nem kapott meghívást | Nem kapott meghívást | Nem kapott meghívást | Nem kapott meghívást |
| 2016     | Csoportkör           | 10.                  | 3                    | 1                    | 1                    | 1                    | 3                    | 6                    |                      |
| 2019     | Nem kapott meghívást | Nem kapott meghívást | Nem kapott meghívást | Nem kapott meghívást | Nem kapott meghívást | Nem kapott meghívást | Nem kapott meghívást | Nem kapott meghívást | Nem kapott meghívást |
| 2021     | Nem kapott meghívást | Nem kapott meghívást | Nem kapott meghívást | Nem kapott meghívást | Nem kapott meghívást | Nem kapott meghívást | Nem kapott meghívást | Nem kapott meghívást | Nem kapott meghívást |
| Összesen | Negyeddöntő          | 5/12                 | 17                   | 5                    | 3                    | 9                    | 17                   | 31                   |                      |

| Év       | Eredmény      | Hely          | M             | Gy            | D             | V             | Rg            | Kg            |
| -------- | ------------- | ------------- | ------------- | ------------- | ------------- | ------------- | ------------- | ------------- |
| 1900     | Nem indult    | Nem indult    | Nem indult    | Nem indult    | Nem indult    | Nem indult    | Nem indult    | Nem indult    |
| 1904     | Nem indult    | Nem indult    | Nem indult    | Nem indult    | Nem indult    | Nem indult    | Nem indult    | Nem indult    |
| 1908     | Nem indult    | Nem indult    | Nem indult    | Nem indult    | Nem indult    | Nem indult    | Nem indult    | Nem indult    |
| 1912     | Nem indult    | Nem indult    | Nem indult    | Nem indult    | Nem indult    | Nem indult    | Nem indult    | Nem indult    |
| 1920     | Nem indult    | Nem indult    | Nem indult    | Nem indult    | Nem indult    | Nem indult    | Nem indult    | Nem indult    |
| 1924     | Nem indult    | Nem indult    | Nem indult    | Nem indult    | Nem indult    | Nem indult    | Nem indult    | Nem indult    |
| 1928     | Nem indult    | Nem indult    | Nem indult    | Nem indult    | Nem indult    | Nem indult    | Nem indult    | Nem indult    |
| 1936     | Nem indult    | Nem indult    | Nem indult    | Nem indult    | Nem indult    | Nem indult    | Nem indult    | Nem indult    |
| 1948     | Nem indult    | Nem indult    | Nem indult    | Nem indult    | Nem indult    | Nem indult    | Nem indult    | Nem indult    |
| 1952     | Nem indult    | Nem indult    | Nem indult    | Nem indult    | Nem indult    | Nem indult    | Nem indult    | Nem indult    |
| 1956     | Nem indult    | Nem indult    | Nem indult    | Nem indult    | Nem indult    | Nem indult    | Nem indult    | Nem indult    |
| 1960     | Nem indult    | Nem indult    | Nem indult    | Nem indult    | Nem indult    | Nem indult    | Nem indult    | Nem indult    |
| 1964     | Nem indult    | Nem indult    | Nem indult    | Nem indult    | Nem indult    | Nem indult    | Nem indult    | Nem indult    |
| 1968     | Nem jutott be | Nem jutott be | Nem jutott be | Nem jutott be | Nem jutott be | Nem jutott be | Nem jutott be | Nem jutott be |
| 1972     | Nem jutott be | Nem jutott be | Nem jutott be | Nem jutott be | Nem jutott be | Nem jutott be | Nem jutott be | Nem jutott be |
| 1976     | Nem jutott be | Nem jutott be | Nem jutott be | Nem jutott be | Nem jutott be | Nem jutott be | Nem jutott be | Nem jutott be |
| 1980     | Csoportkör    | 16.           | 3             | 0             | 0             | 3             | 2             | 9             |
| 1984     | Csoportkör    | 13.           | 3             | 1             | 0             | 2             | 2             | 7             |
| 1988     | Nem jutott be | Nem jutott be | Nem jutott be | Nem jutott be | Nem jutott be | Nem jutott be | Nem jutott be | Nem jutott be |
| Összesen | Csoportkör    | 2/19          | 6             | 1             | 0             | 5             | 4             | 16            |

| Év       | Eredmény           | Helyezés | M  | Gy | D  | V | RG  | KG |
| -------- | ------------------ | -------- | -- | -- | -- | - | --- | -- |
| 1991     | Aranyérmes         | 1.       | 3  | 3  | 0  | 0 | 10  | 1  |
| 1993     | Ezüstérmes         | 2.       | 3  | 2  | 0  | 1 | 3   | 2  |
| 1995     | Negyedik helyezett | 4.       | 4  | 1  | 1  | 2 | 5   | 6  |
| 1997     | Aranyérmes         | 1.       | 5  | 3  | 2  | 0 | 12  | 3  |
| 1999     | Aranyérmes         | 1.       | 5  | 3  | 0  | 2 | 13  | 3  |
| 2001     | Ezüstérmes         | 2.       | 5  | 2  | 2  | 1 | 8   | 5  |
| 2003     | Aranyérmes         | 1.       | 5  | 4  | 1  | 0 | 5   | 1  |
| 2005     | Aranyérmes         | 1.       | 4  | 3  | 1  | 0 | 8   | 2  |
| 2007     | Aranyérmes         | 1.       | 4  | 2  | 1  | 1 | 5   | 2  |
| 2009     | Ezüstérmes         | 2.       | 4  | 3  | 1  | 0 | 9   | 1  |
| 2011     | Ezüstérmes         | 2.       | 4  | 1  | 2  | 1 | 6   | 5  |
| 2013     | Aranyérmes         | 1.       | 5  | 4  | 1  | 0 | 6   | 1  |
| 2014     | Aranyérmes         | 1.       | 3  | 2  | 1  | 0 | 7   | 3  |
| 2017     | Negyedik helyezett | 4.       | 5  | 1  | 3  | 1 | 4   | 2  |
| Összesen | 8 aranyérem        | 13/13    | 59 | 34 | 16 | 9 | 103 | 37 |

| Év       | Eredmény     | Helyezés     | M            | Gy           | D            | V            | RG           | KG           |
| -------- | ------------ | ------------ | ------------ | ------------ | ------------ | ------------ | ------------ | ------------ |
| 1941     | Aranyérmes   | 1.           | 4            | 4            | 0            | 0            | 23           | 5            |
| 1943     | Bronzérmes   | 3.           | 6            | 3            | 0            | 3            | 20           | 15           |
| 1946     | Aranyérmes   | 1.           | 5            | 4            | 0            | 1            | 24           | 6            |
| 1948     | Aranyérmes   | 1.           | 8            | 5            | 1            | 2            | 25           | 11           |
| 1951     | Ezüstérmes   | 2.           | 4            | 2            | 1            | 1            | 13           | 5            |
| 1953     | Aranyérmes   | 1.           | 6            | 6            | 0            | 0            | 19           | 2            |
| 1955     | Aranyérmes   | 1.           | 6            | 6            | 0            | 0            | 19           | 4            |
| 1957     | Visszalépett | Visszalépett | Visszalépett | Visszalépett | Visszalépett | Visszalépett | Visszalépett | Visszalépett |
| 1960     | Aranyérmes   | 1.           | 5            | 3            | 2            | 0            | 14           | 4            |
| 1961     | Aranyérmes   | 1.           | 7            | 7            | 0            | 0            | 32           | 4            |
| Összesen | 7 aranyérem  | 9/10         | 51           | 40           | 4            | 7            | 191          | 56           |

## Mezek a válogatott története során
A Costa Rica-i labdarúgó-válogatott hagyományos szerelése piros mez, kék nadrág és fehér sportszár. A váltómez hosszú időn keresztül fekete-fehér a Juventus FC színeire emlékeztető szerelés volt, amit 1997-től felváltott a fehér mez, fehér nadrág és fehér sportszárból kombináció. 

### Első számú
|  | 1990-es vb | 2002-es vb | 2006-os vb | 2009–2011 | 2011–2013 | 2014-es vb | 2015–2016 | 2017 | 2018-as vb | 2021 |

### Váltómez
|  | 1990-es vb | 2002-es vb | 2006-os vb | 2009–2011 | 2011–2013 | 2014-es vb | 2015–2016 | 2017 | 2018-as vb | 2021 |

### Harmadik számú
|  | 2017 | 2019 | 2021 |

## Játékosok

### Játékoskeret
A 2022-es labdarúgó-világbajnokság 26 fős hivatalos kerete.
2022. november 9-én a  Nigéria elleni mérkőzés után lett frissítve.
| Szám          | Poszt   | Név               | Születési dátum / Kor          | Válogatottság | Gólok   | Klub                |         |
| Kapusok       | Kapusok | Kapusok           | Kapusok                        | Kapusok       | Kapusok | Kapusok             | Kapusok |
| ------------- | ------- | ----------------- | ------------------------------ | ------------- | ------- | ------------------- | ------- |
| 1             | K       | Keylor Navas      | 1986. december 15. (38 éves)   | 107           | 0       | Paris Saint-Germain |         |
| 18            | K       | Esteban Alvarado  | 1989. április 28. (35 éves)    | 25            | 0       | Herediano           |         |
| 23            | K       | Patrick Sequeira  | 1999. március 1. (26 éves)     | 2             | 0       | Lugo                |         |
| Védők         |         |                   |                                |               |         |                     |         |
| 3             | V       | Juan Pablo Vargas | 1995. június 6. (29 éves)      | 12            | 1       | Millonarios         |         |
| 4             | V       | Keysher Fuller    | 1994. július 12. (30 éves)     | 31            | 2       | Herediano           |         |
| 6             | V       | Óscar Duarte      | 1989. június 3. (35 éves)      | 71            | 4       | Al-Wehda            |         |
| 8             | V       | Bryan Oviedo      | 1990. február 18. (35 éves)    | 76            | 2       | Real Salt Lake      |         |
| 14            | V       | Carlos Martínez   | 1999. március 30. (25 éves)    | 7             | 0       | San Carlos          |         |
| 15            | V       | Francisco Calvo   | 1992. július 8. (32 éves)      | 75            | 8       | Konyaspor           |         |
| 19            | V       | Kendall Waston    | 1988. január 1. (37 éves)      | 63            | 9       | Deportivo Saprissa  |         |
| 22            | V       | Rónald Matarrita  | 1994. július 9. (30 éves)      | 52            | 3       | FC Cincinnati       |         |
| Középpályások |         |                   |                                |               |         |                     |         |
| 2             | KP      | Daniel Chacón     | 2001. április 11. (23 éves)    | 8             | 0       | Colorado Rapids 2   |         |
| 5             | KP      | Celso Borges      | 1988. május 27. (36 éves)      | 155           | 27      | Alajuelense         |         |
| 9             | KP      | Jewison Bennette  | 2004. június 15. (20 éves)     | 7             | 2       | Sunderland          |         |
| 10            | KP      | Bryan Ruiz        | 1985. augusztus 18. (39 éves)  | 146           | 29      | Alajuelense         |         |
| 13            | KP      | Gerson Torres     | 1997. augusztus 28. (27 éves)  | 13            | 1       | Herediano           |         |
| 16            | KP      | Youstin Salas     | 1996. június 17. (28 éves)     | 4             | 0       | Deportivo Saprissa  |         |
| 17            | KP      | Yeltsin Tejeda    | 1992. március 17. (32 éves)    | 73            | 0       | Herediano           |         |
| 20            | KP      | Brandon Aguilera  | 2003. június 28. (21 éves)     | 4             | 0       | Nottingham Forest   |         |
| 21            | KP      | Roan Wilson       | 2002. május 1. (22 éves)       | 3             | 0       | Municipal Grecia    |         |
| 24            | KP      | Douglas López     | 1998. szeptember 21. (26 éves) | 3             | 0       | Herediano           |         |
| 25            | KP      | Anthony Hernández | 2001. október 11. (23 éves)    | 3             | 1       | Puntarenas          |         |
| 26            | KP      | Álvaro Zamora     | 2002. március 9. (23 éves)     | 3             | 0       | Deportivo Saprissa  |         |
| Csatárok      |         |                   |                                |               |         |                     |         |
| 7             | CS      | Anthony Contreras | 2000. január 29. (25 éves)     | 10            | 2       | Herediano           |         |
| 11            | CS      | Johan Venegas     | 1988. november 27. (36 éves)   | 82            | 11      | Alajuelense         |         |
| 12            | CS      | Joel Campbell     | 1992. június 26. (32 éves)     | 119           | 25      | Club León           |         |

### A legtöbb válogatottsággal rendelkező játékosok
Az adatok 2022. szeptember 27. állapotoknak felelnek meg.
- A még aktív játékosok (félkövérrel) vannak megjelölve.

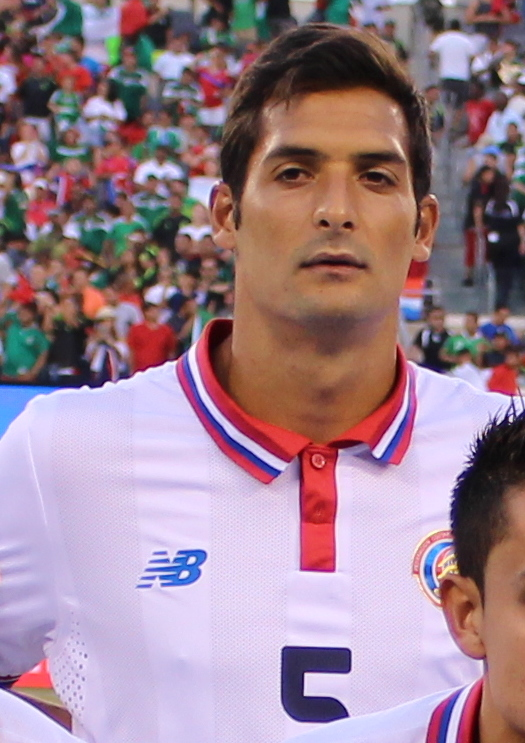
Celso Borges a válogatottsági rekorder 154 mérkőzéssel.

| Rank | Játékos         | Mérkőzés | Gólok | Időszak   |
| ---- | --------------- | -------- | ----- | --------- |
| 1    | Celso Borges    | 154      | 27    | 2008–     |
| 2    | Bryan Ruiz      | 145      | 29    | 2005–     |
| 3    | Walter Centeno  | 137      | 24    | 1995–2009 |
| 4    | Luis Marín      | 128      | 5     | 1993–2009 |
| 5    | Joel Campbell   | 119      | 25    | 2011–     |
| 6    | Rolando Fonseca | 113      | 47    | 1992–2011 |
| 7    | Álvaro Saborío  | 111      | 36    | 2002–2019 |
| 8    | Mauricio Solís  | 110      | 6     | 1993–2006 |
| 9    | Keylor Navas    | 107      | 0     | 2008–     |
| 10   | Michael Umaña   | 103      | 1     | 2004–2017 |

### A válogatottban legtöbb gólt szerző játékosok
Az adatok 2022. szeptember 27. állapotoknak felelnek meg.
- A még aktív játékosok (félkövérrel) vannak megjelölve.

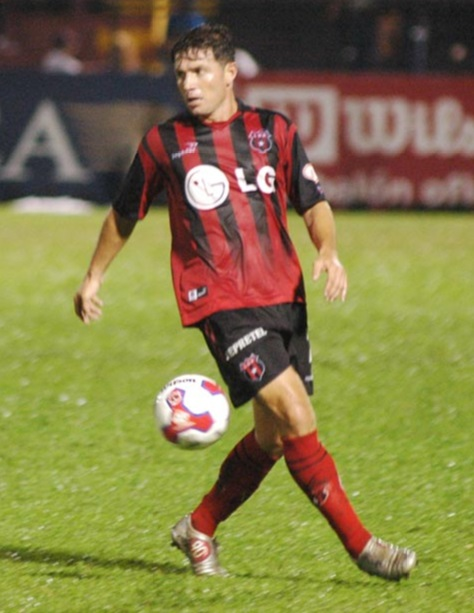
Rolando Fonseca a válogatott történetének legeredményesebb játékosa 47 góllal.

| #  | Játékos         | Gólok | Mérkőzés | Arány | Időszak   |
| -- | --------------- | ----- | -------- | ----- | --------- |
| 1  | Rolando Fonseca | 47    | 113      | 0.42  | 1992–2011 |
| 2  | Paulo Wanchope  | 45    | 73       | 0.62  | 1996–2008 |
| 3  | Álvaro Saborío  | 36    | 111      | 0.32  | 2002–2019 |
| 4  | Bryan Ruiz      | 29    | 145      | 0.2   | 2005–     |
| 5  | Juan Ulloa      | 27    | 27       | 1     | 1955–1970 |
| 5  | Celso Borges    | 27    | 154      | 0.18  | 2008–     |
| 7  | Joel Campbell   | 25    | 119      | 0.21  | 2011–     |
| 8  | Rónald Gómez    | 24    | 91       | 0.26  | 1993–2008 |
| 8  | Walter Centeno  | 24    | 137      | 0.18  | 1995–2009 |
| 10 | Jorge Monge     | 23    | 27       | 0.85  | 1955–1961 |

### Híresebb játékosok
| Hermidio Barrantes Cristian Bolaños Steven Bryce Juan Cayasso Walter Centeno Germán Chavarría Mario "Catato" Cordero Evaristo Coronado Pastor Fernandez Roger Flores Rolando Fonseca Luis Gabelo Conejo Juan José Gámez | Róger Gómez Rónald Gómez Leonardo González Rónald González Alexander Guimaraes Carlos Hernández Fernando "El Príncipe" Hernández Andy Herron Claudio Jara Erick Lonnis José Luis López Ramírez Wílmer López Héctor Marchena | Edgar Marín Luis Marín Gilberto Martínez Hernán Medford Álvaro Mesén José Rafael "Fello" Meza Mauricio Montero Alejandro Morera Soto Marvin Obando Reynaldo Parks Winston Parks José Francisco Porras Óscar Ramírez | Enrique Rivers Marco Antonio Rojas Álvaro Saborío Alex Sanchez Cruz Carlos Santana Alonso Solís Mauricio Solís Jafet Soto William Sunsing Juan Ulloa Michael Umaña Paulo Wanchope Mauricio Wright Keylor Navas |